# Westerns (clica)
Westerns es el nombre de los pandilleros criminales que pertenecen a una clica Western de la Mara Salvatrucha.  Por su naturaleza, cada clica es local; empero, el nombre puede referirse tanto a una clica de carácter estrictamente local, o a una clica con múltiples áreas de operación, con posibles variaciones en su nombre.  A clicas con el calificativo Western suele llamárselas no por su nombre completo, sino meramente por su calificativo o por su abreviatura.  Así por ejemplo, el nombre "Western" o la abeviatura "WLS" se emplean para describir a la clica "Western Locos Salvatrucha," que opera en Washington DC y ciudades aledañas, incluyendo en Maryland y en Virginia, y en El Salvador, en Los Ángeles, y en Dallas.

## Clicas de los Westerns
La clicas de los Westerns identifican sus territorios con grafitos en los que suelen escribir, entre otros "MS" (por Mara Salvatrucha) y WLS, etc. En cuanto a edades, en El Salvador se ha hallado Westerns quienes ingresaron a la clica a los trece años de edad.
Entre las clicas a las cuales pertenecen los Westerns se encuentran:
| Nombre                                                                         | Abreviatura | Área de Operaciones |
| ------------------------------------------------------------------------------ | ----------- | --- |
| Wester Locos Salvatruchos (sic)                                                | WLS         | El Salvador |
| Western Locos Salvatruchos                                                     | WLS         | El Salvador; Los Ángeles, California; Virginia; Dallas, Tejas; Gran área metropolitana de Washington D. C., y Maryland. |
| Sailors (a veces Saylors) Locos Salvatruchos Western (a veces West o Westside) | SLSW        | Virginia; El Salvador; Maryland; Dallas, Tejas                                                                          |
| Saucer Locos Salvatruchos Wenster (Western?)                                   | SLSW        | El Salvador |
| Western Vagos Locos Salvatrucha                                                |             | Zona 18, Cd. de Guatemala; Amatitlán                                                                                    |

Pese a la similitud aparente del nombre, no debe confundirse a la clica Western Locos Sureños (WLS) de Barrio 18 con los Westerns de la pandilla Salvatrucha, puesto que se trata de pandillas enemigas.

## El Salvador
El fundador de la clica Western Locos Salvatruchos (WLS) del área (programa) San Salvador Centro podría ser el pandillero “Maleante” ó “Misterio.”  Ésta clica se encuentra entre las 14 más antiguas de El Salvador y habría sido fundada por émigrés de Los Ángeles a su arribo a El Salvador.  El salvadoreño Armando Ábrego, acusado en Maryland de ser un Western, fue deportado a El Salvador y recluido en el Centro Industrial de Cumplimiento de Penas y Rehabilitación.

## Estados Unidos
La clica Western Locos de la Mara Salvatrucha Stoners ya existía en Los Ángeles a mediados de los años ochenta.

## México
Los Westerns pueden desplazarse por grandes territorios.  En 2024 las autoridades mexicanas entregaron a la Policía Nacional Civil de Guatemala, al pandillero «Cruel de Western», líder de la clica Western Locos Salvatruchas, a quien habían capturado en México, para su entrega al Gobierno de El Salvador.